# Bomaanslagen op Bali op 1 oktober 2005

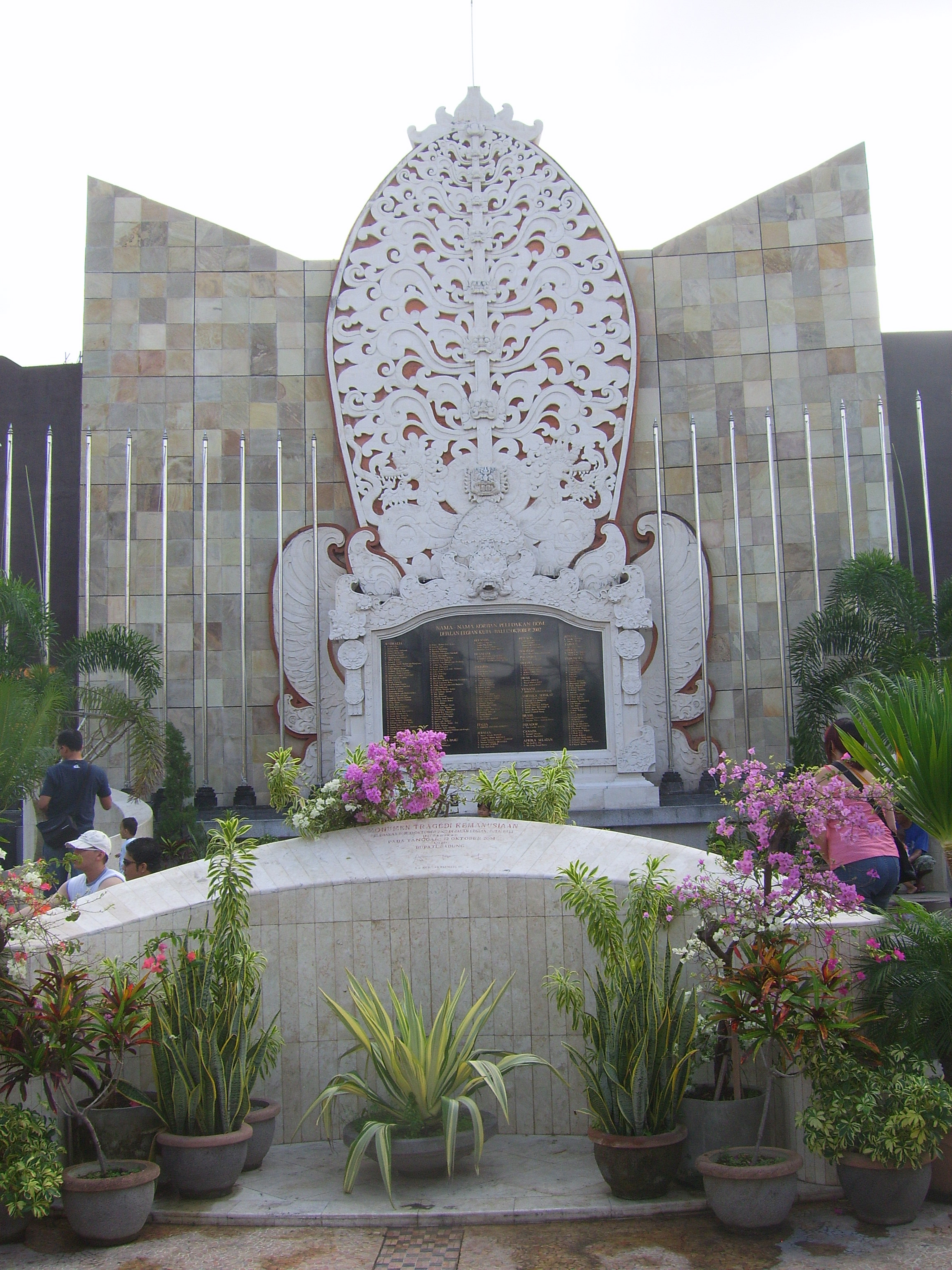
Monument in Kuta

Op 1 oktober 2005 werd het Indonesische eiland Bali opgeschrikt door een reeks van minimaal drie bomaanslagen. De aanslagen werden gepleegd in de twee voor het toerisme belangrijke plaatsen Kuta en Jimbaran.

## Aanslagen
Volgens het officiële Indonesische nieuwsagentschap ANTARA vonden de eerste twee explosies plaats om 18:50 (GMT +8) lokale tijd, nabij een eetgelegenheid in Jimbaran. Een derde explosie zou zijn geweest om 19:00 lokale tijd op het stadsplein van Kuta. 
De aanslagen vonden twee dagen voor de start van de Islamitische heilige vastenmaand Ramadan plaats en elf dagen voor de derde verjaardag van de bomaanslagen op Bali in 2002.
Er vielen in totaal 23 doden, drie daders inbegrepen, en ca. 129 gewonden.
Volgens de politie is waarschijnlijk de terreurgroepering Jemaah Islamiyah verantwoordelijk.